# مارتن والش (مجدف)
مارتن والش (بالإنجليزية: Martin Walsh)‏ هو مجدف جنوب أفريقي، ولد في 20 يوليو 1962.

## وصلات خارجية
- مارتن والش على موقع الاتحاد الدولي للتجديف (الإنجليزية)
- مارتن والش على موقع أوليمبيديا (الإنجليزية)